# Хьюстон, Патрик
Патрик Хьюстон (англ. Patrick Huston; род. 5 января 1996, Белфаст) — североирландский лучник, выступающий в стрельбе из олимпийского лука. Представляет Великобританию на международных соревнованиях. Трёхкратный чемпион мира среди юниоров и участник двух Олимпийских игр.

## Ранние годы
Патрик Хьюстон родился 5 января 1996 года в Белфасте в семье Адриана и Фелисити Хьюстонов, которые работали налоговыми инспекторами. Патрик Хьюстон начал заниматься стрельбой из лука в восьмилетнем возрасте в начальной школе Кэбин-Хилл под руководством чемпиона Великобритании Одри Нидхэм. Хьюстон начал демонстрировать свой потенциал в спорте, после чего присоединился к клубу Кэмпбелл-колледжа.
Вступив в состав элитной команды Северной Ирландии в возрасте четырнадцати лет, Хьюстон продолжал тренироваться и, в конце концов, стал регулярно участвовать как в местных, так и в региональных турнирах. В сентябре 2011 года Хьюстон основал свой собственный клуб по стрельбе из лука в Восточном Белфасте. В 2014 году он перестал выступать за Кэмпбелл-колледж и полностью посвятил себя тренировкам в Национальном спортивном центре Лиллесхолла.

## Карьера
В сезоне 2013 года он начал выступать на международных соревнованиях по стрельбе из лука, завоевав две золотые медали в индивидуальном и командном зачёте на чемпионате мира среди молодёжи в Уси. На чемпионате Европы на открытом воздухе на юниорском уровне в Терни он выиграл золотую медаль в личном зачёте, а также бронзу в мужской команде. Благодаря своим ранним успехам в стрельбе из лука, Хьюстон был признан Британским олимпийским комитетом одним из самых перспективных спортсменов страны 2013 года.
В 2014 году Хьюстон завоевал золотую медаль на юниорском чемпионате мира на открытом воздухе в Загребе в команде.
В сезоне 2015 года он побил мировой рекорд на дистанции 70 метров (348 из 360) на Национальной серии по стрельбе из лука в Эксмауте, а также завоевав свою первую индивидуальную золотую медаль на взрослом уровне на первом этапе серии Кубка мира в Марракеше. В преддверии своего олимпийского дебюта в Рио-де-Жанейро, Хьюстон выиграл бронзовую медаль в мужском индивидуальном первенстве на чемпионате Европы 2016 года в Ноттингеме, обеспечив место для Великобритании на Олимпиаде.
В 2016 году на летних Олимпийских играх Хьюстон был единственным представителем своей страны в личном турнире, причём он выступил только в индивидуальном первенстве. В предварительном раунде он набрал 656 очков, став 38-м из 64 лучников. В первом поединке плей-офф Хьюстон уверенно победил голландца Рика ван дер Вена со счётом 6-4, но в следующем матче уступил будущему олимпийскому чемпиону Ку Пон Чхану. Он также выиграл индивидуальную бронзовую медаль на чемпионате мира среди юниоров в Дублине.
В 2017 году стал первым лучником, победившим на Британской серии по стрельбе из лука три раза подряд. На чемпионате Европы на открытом воздухе в Словении завоевал серебро в личном и бронзу в командном первенствах. На чемпионате мира в Мехико он завоевал бронзу в смешанной команде с партнёршей Наоми Фолкард. На Кубке мира в помещении в Марракеше он выиграл серебро в мужском личном турнире.
В 2018 году на Кубке мира в Анталии завоевал бронзу в мужском командном турнире.
В 2019 году выступил на Европейских играх в Минске, завоевав серебро в миксте. В июне он вместе с британскими лучниками сумели вышли в четвертьфинал чемпионата мира, обеспечив представительство из трёх лучников в мужском личном турнире Олимпиады, и место на командном.
В 2021 году он вышел в полуфинал индивидуальных соревнований на третьем этапе Кубка мира по стрельбе из лука в Париже. В июле он принял участие на своих вторых Олимпийских играх в Токио. В командном турнире вместе с Томом Холлом и Джеймсом Вудгейтом, британцы победили Индонезию в первом раунде c сухим счётом, но затем уступили Нидерландам 3:5 в четвертьфинале. В личном турнире в первом же матче Хьюстон проиграл бразильцу Маркусу Д'Алмейде. В миксте вместе с Сарой Беттлз со счётом 5:3 победили китайцев в 1/8 финала, но в четвертьфинале уступили всухую Мексике.